# Circuits continentaux de cyclisme 2007
Pour un article plus général, voir Circuits continentaux de cyclisme.
Les Circuits continentaux de cyclisme 2007 ont lieu du 1er octobre 2006 (le 15 pour les courses européennes) au 30 septembre 2007 (le 14 octobre pour les courses européennes). Ils rassemblent toutes les courses cyclistes internationales n'appartenant pas au ProTour.

## America Tour

### Calendrier des principales épreuves
Ce calendrier présente les vainqueurs des courses de première catégorie et hors catégorie (en gras).
| Date                 | Nom et localisation de la course         | Nom et nationalité du vainqueur | Son équipe        |
| -------------------- | ---------------------------------------- | ------------------------------- | ----------------- |
| 18-25 février 2007   | Tour de Californie                       | Levi Leipheimer                 | Discovery Channel |
| 16-22 avril 2007     | Tour de Géorgie                          | Janez Brajkovič                 | Discovery Channel |
| 3 juin 2007          | Commerce Bank Lancaster Classic          | Bernhard Eisel                  | T-Mobile          |
| 7 juin 2007          | Commerce Bank Reading Classic            | Bernhard Eisel                  | T-Mobile          |
| 10 juin 2007         | Commerce Bank International Championship | Juan José Haedo                 | CSC               |
| 11-16 septembre 2007 | Tour du Missouri                         | George Hincapie                 | Discovery Channel |

### Classement final
|   | Coureur           | Pays      | Équipe               | Pts    |
| 1 | Svein Tuft        | Canada    | Symmetrics           | 234,66 |
| 2 | Hernán Buenahora  | Colombie  |                      | 194,66 |
| 3 | Alejandro Borrajo | Argentine | Rite Aid Pro Cycling | 186    |

## Asia Tour

### Calendrier des principales épreuves
Ce calendrier présente les vainqueurs des courses de première catégorie et hors catégorie (en gras).
| Date            | Nom et localisation de la course | Nom et nationalité du vainqueur | Son équipe                                  |
| --------------- | -------------------------------- | ------------------------------- | ------------------------------------------- |
| 22 octobre 2006 | Japan Cup                        | Riccardo Riccò                  | Saunier Duval-Prodir                        |
| 28-2 février    | Tour du Qatar                    | Wilfried Cretskens              | Quick Step-Innergetic                       |
| 2-11 février    | Tour de Langkawi                 | Anthony Charteau                | Crédit agricole                             |
| 14-22 juillet   | Tour du lac Qinghai              | Gabriele Missaglia              | Serramenti PVC Diquigiovanni - Selle Italia |

### Classement final
|   | Coureur          | Pays  | Équipe            | Pts |
| 1 | Hossein Askari   | Iran  | Giant Asia Racing | 313 |
| 2 | Ghader Mizbani   | Iran  | Giant Asia Racing | 300 |
| 3 | Takashi Miyazawa | Japon | Nippo Corporation | 233 |

## Oceania Tour

### Calendrier des principales épreuves
Ce calendrier présente les vainqueurs des courses de première catégorie et hors catégorie (en gras).
| Date               | Nom et localisation de la course | Nom et nationalité du vainqueur | Son équipe      |
| ------------------ | -------------------------------- | ------------------------------- | --------------- |
| 8-14 octobre 2006  | Jayco Herald Sun Tour            | Simon Gerrans                   | AG2R Prévoyance |
| 16-21 janvier 2007 | Tour Down Under                  | Martin Elmiger                  | AG2R Prévoyance |

### Classement final
|   | Coureur          | Pays      | Équipe                             | Pts    |
| 1 | Robert McLachlan | Australie | Drapac Porsche Development Program | 238    |
| 2 | Karl Menzies     | Australie | Health Net                         | 215    |
| 3 | David Pell       | Australie | Savings & Loans Cycling Team       | 154,66 |

## Europe Tour

### Calendrier des principales épreuves
Ce calendrier présente les vainqueurs des courses de première catégorie et hors catégorie (en gras).

#### Octobre 2006
| Date | Nom et localisation de la course | Nom et nationalité du vainqueur | Son équipe                       |
| ---- | -------------------------------- | ------------------------------- | -------------------------------- |
| 15   | Chrono des Herbiers              | Raivis Belohvoščiks             | Universal Caffe-C.B. Immobiliare |
| 17   | Prix national de clôture         | Gorik Gardeyn                   | Unibet.com                       |

#### Février 2007
| Date  | Nom et localisation de la course       | Nom et nationalité du vainqueur | Son équipe             |
| ----- | -------------------------------------- | ------------------------------- | ---------------------- |
| 6     | Grand Prix d'ouverture La Marseillaise | Jeremy Hunt                     | Unibet.com             |
| 7-11  | Étoile de Bessèges                     | Nick Nuyens                     | Cofidis                |
| 10    | Grand Prix de la côte étrusque         | Alessandro Petacchi             | Milram                 |
| 11    | Trofeo Mallorca                        | Óscar Freire                    | Rabobank               |
| 12    | Trofeo Cala Millor-Cala Bona           | Vicente Reynés                  | Caisse d'Épargne       |
| 13    | Trofeo Pollenca                        | Thomas Dekker                   | Rabobank               |
| 14    | Trofeo Soller                          | Antonio Colom                   | Astana                 |
| 14-18 | Tour méditerranéen                     | José Iván Gutiérrez             | Caisse d'Épargne       |
| 15    | Trofeo Calvia                          | Unai Etxebarria                 | Euskaltel-Euskadi      |
| 18-22 | Tour d'Andalousie                      | Óscar Freire                    | Rabobank               |
| 20    | Trofeo Laigueglia                      | Mikhail Ignatiev                | Tinkoff Credit Systems |
| 21-25 | Tour de l'Algarve                      | Alessandro Petacchi             | Milram                 |
| 25    | Tour du Haut-Var                       | Filippo Pozzato                 | Liquigas               |

#### Mars 2007
| Date   | Nom et localisation de la course        | Nom et nationalité du vainqueur | Son équipe                |
| ------ | --------------------------------------- | ------------------------------- | ------------------------- |
| 27-3   | Tour de la Communauté valencienne       | Alejandro Valverde              | Caisse d'Épargne          |
| 3      | Grand Prix de Chiasso                   | Pavel Brutt                     | Tinkoff Credit Systems    |
| 3      | Het Volk                                | Filippo Pozzato                 | Liquigas                  |
| 4      | Clásica de Almería                      | Giuseppe Muraglia               | Acqua & Sapone            |
| 4      | Grand Prix de Lugano                    | Luca Mazzanti                   | Ceramica Panaria-Navigare |
| 4      | Kuurne-Bruxelles-Kuurne                 | Tom Boonen                      | Quick Step-Innergetic     |
| 7      | Le Samyn                                | Jimmy Casper                    | Unibet.com                |
| 7-11   | Tour de Murcie                          | Alejandro Valverde              | Caisse d'Épargne          |
| 9-11   | Trois Jours de Flandre-Occidentale      | Jimmy Casper                    | Unibet.com                |
| 10     | Milan-Turin                             | Danilo Di Luca                  | Liquigas                  |
| 15-18  | Tour du district de Santarém            | Robert Hunter                   | Barloworld                |
| 21     | Nokere Koerse                           | Léon van Bon                    | Rabobank                  |
| 25     | Cholet-Pays de Loire                    | Stéphane Augé                   | Cofidis                   |
| 25     | Tour du Groene Hart                     | Wouter Weylandt                 | Quick Step-Innergetic     |
| 26-30  | Tour de Castille-et-León                | Alberto Contador                | Discovery Channel         |
| 27-31  | Semaine internationale Coppi et Bartali | Michele Scarponi                | Acqua & Sapone            |
| 28     | À travers les Flandres                  | Tom Boonen                      | Quick Step-Innergetic     |
| 31     | Grand Prix E3                           | Tom Boonen                      | Quick Step-Innergetic     |
| 31-1er | Critérium international                 | Jens Voigt                      | CSC                       |

#### Avril 2007
| Date  | Nom et localisation de la course | Nom et nationalité du vainqueur | Son équipe                     |
| ----- | -------------------------------- | ------------------------------- | ------------------------------ |
| 1er   | Flèche brabançonne               | Óscar Freire                    | Rabobank                       |
| 3-5   | Trois Jours de La Panne          | Alessandro Ballan               | Lampre-Fondital                |
| 5-9   | Semaine cycliste lombarde        | Alexander Efimkin               | Barloworld                     |
| 6     | Route Adélie                     | Rémi Pauriol                    | Crédit agricole                |
| 7     | Grand Prix Miguel Indurain       | Rinaldo Nocentini               | AG2R Prévoyance                |
| 7     | Hel van het Mergelland           | Nico Sijmens                    | Landbouwkrediet - Tönissteiner |
| 8     | Grand Prix de la ville de Rennes | Sergiy Matveyev                 | Ceramica Panaria-Navigare      |
| 9     | Tour de Cologne                  | Juan José Haedo                 | CSC                            |
| 10-13 | Circuit de la Sarthe             | Andreas Klöden                  | Astana                         |
| 11-15 | Tour de l'Alentejo               | Manuel Vázquez Hueso            | Andalucia-Cayasur              |
| 12    | Grand Prix Pino Cerami           | Luca Solari                     | LPR                            |
| 14    | Tour de Drenthe                  | Martijn Maaskant                | Rabobank                       |
| 15    | Klasika Primavera                | Joaquim Rodríguez               | Caisse d'Épargne               |
| 17    | Paris-Camembert                  | Sébastien Joly                  | La Française des jeux          |
| 18    | Grand Prix de l'Escaut           | Mark Cavendish                  | T-Mobile                       |
| 19    | Grand Prix de Denain             | Sébastien Chavanel              | La Française des jeux          |
| 21    | Tour du Finistère                | Niels Brouzes                   | Auber 93                       |
| 22    | Giro d'Oro                       | Dainius Kairelis                | Amore & Vita                   |
| 22    | Tro Bro Leon                     | Saïd Haddou                     | Bouygues Telecom               |
| 24-28 | Tour du Trentin                  | Damiano Cunego                  | Lampre-Fondital                |
| 25-29 | Tour de Basse-Saxe               | Alessandro Petacchi             | Milram                         |
| 27-29 | Tour de La Rioja                 | Rubén Plaza                     | Caisse d'Épargne               |
| 28    | Grand Prix de Villers-Cotterêts  | manche annulée                  |                                |

#### Mai 2007
| Date  | Nom et localisation de la course                        | Nom et nationalité du vainqueur | Son équipe             |
| ----- | ------------------------------------------------------- | ------------------------------- | ---------------------- |
| 1er   | Grand Prix de Francfort                                 | Patrik Sinkewitz                | T-Mobile               |
| 1er   | Subida al Naranco                                       | Koldo Gil                       | Saunier Duval-Prodir   |
| 1er   | Tour de Vendée                                          | Mikel Gaztañaga                 | Agritubel              |
| 3-7   | Tour des Asturies                                       | Koldo Gil                       | Saunier Duval-Prodir   |
| 4-6   | Szlakiem Grodów Piastowskich                            | Tomasz Kiendyś                  | CCC Polsat Polkowice   |
| 5     | Grand Prix Herning                                      | Kurt Asle Arvesen               | CSC                    |
| 5     | Grand Prix de l'industrie et de l'artisanat de Larciano | Vincenzo Nibali                 | Liquigas               |
| 6     | GP d'Aarhus                                             | Juan José Haedo                 | CSC                    |
| 6     | Tour de Toscane                                         | Vincenzo Nibali                 | Liquigas               |
| 8-13  | Quatre Jours de Dunkerque                               | Matthieu Ladagnous              | La Française des jeux  |
| 12-13 | Clásica de Alcobendas                                   | Luis Pérez Rodríguez            | Andalucia - Cayasur    |
| 16-20 | Tour de Rhénanie-Palatinat                              | Gerald Ciolek                   | T-Mobile               |
| 17    | Trophée des grimpeurs                                   | Anthony Geslin                  | Bouygues Telecom       |
| 17-20 | GP Internacional Paredes Rota dos Móveis                | David Blanco                    | Comunidad Valenciana   |
| 18-20 | Tour de Picardie                                        | Robert Hunter                   | Barloworld             |
| 19-27 | Course de la Paix                                       | Course annulée                  |                        |
| 23-27 | Circuit de Lorraine                                     | Jörg Jaksche                    | Tinkoff Credit Systems |
| 28    | Neuseen Classics – Rund um die Braunkohle               | Denis Flahaut                   | Jartazi Promo Fashion  |
| 30-3  | Tour de Bavière                                         | Stefan Schumacher               | Gerolsteiner           |
| 30-3  | Tour de Belgique                                        | Vladimir Gusev                  | Discovery Channel      |

#### Juin 2007
| Date  | Nom et localisation de la course                  | Nom et nationalité du vainqueur | Son équipe            |
| ----- | ------------------------------------------------- | ------------------------------- | --------------------- |
| 1er   | EOS Tallinn GP                                    | Erki Pütsep                     | Sans équipe           |
| 2     | Grand Prix de Plumelec-Morbihan                   | Simon Gerrans                   | AG2R Prévoyance       |
| 2     | Grand Prix Kranj                                  | Borut Božič                     | LPR                   |
| 3     | Boucles de l'Aulne                                | Romain Feillu                   | Agritubel             |
| 3     | GP Llodio                                         | David de la Fuente              | Saunier Duval-Prodir  |
| 6-10  | Tour de Luxembourg                                | Grégory Rast                    | Astana                |
| 8-10  | Bicyclette basque                                 | Constantino Zaballa             | Caisse d'Épargne      |
| 9     | Grand Prix de la Forêt-Noire                      | Radoslav Rogina                 | Perutnina-Ptuj        |
| 9     | Mémorial Marco Pantani                            | Franco Pellizotti               | Liquigas              |
| 10    | Grand Prix du canton d'Argovie                    | John Gadret                     | AG2R Prévoyance       |
| 12-17 | Tour de Slovénie                                  | Tomaž Nose                      | Adria Mobil           |
| 13    | Veenendaal-Veenendaal                             | Steffen Radochla                | Wiesenhof             |
| 14-17 | Grand Prix International CTT Correios de Portugal | Pedro Cardoso                   | L.A. MSS              |
| 16    | Delta Profronde                                   | Denis Flahaut                   | Jartazi Promo Fashion |
| 19-23 | Ster Elektrotoer                                  | Sebastian Langeveld             | Rabobank              |
| 21-24 | Route du Sud                                      | Óscar Sevilla                   | Relax-GAM             |
| 27    | Halle-Ingooigem                                   | Janek Tombak                    | Jartazi Promo Fashion |
| 27    | Profronde van Friesland                           | Maarten den Bakker              | Skil-Shimano          |

#### Juillet 2007
| Date   | Nom et localisation de la course                  | Nom et nationalité du vainqueur | Son équipe        |
| ------ | ------------------------------------------------- | ------------------------------- | ----------------- |
| 4      | Grand Prix Gerrie Knetemann                       | Olivier Kaisen                  | Predictor-Lotto   |
| 4-8    | Course de Solidarność et des champions olympiques | Łukasz Bodnar                   | Action-Uniqa      |
| 8      | Tour du Doubs                                     | Vincent Jérôme                  | Bouygues Telecom  |
| 8-15   | Tour d'Autriche                                   | Stijn Devolder                  | Discovery Channel |
| 11-15  | Trophée Joaquim Agostinho                         | Xavier Tondo                    | L.A. MSS          |
| 25     | Classique d'Ordizia                               | Joaquim Rodríguez               | Caisse d'Épargne  |
| 25-29  | Tour de Saxe                                      | Joost Posthuma                  | Rabobank          |
| 26-29  | Brixia Tour                                       | Davide Rebellin                 | Gerolsteiner      |
| 28-1er | Tour de Wallonie                                  | Borut Božič                     | LPR               |
| 31     | Circuit de Getxo                                  | Vicente Reynés                  | Caisse d'Épargne  |

#### Août 2007
| Date    | Nom et localisation de la course                                    | Nom et nationalité du vainqueur | Son équipe                     |
| ------- | ------------------------------------------------------------------- | ------------------------------- | ------------------------------ |
| 1er - 5 | Tour du Danemark                                                    | Kurt Asle Arvesen               | CSC                            |
| 4-15    | Tour du Portugal                                                    | Xavier Tondo                    | LA - MSS                       |
| 4       | Tour de la Hainleite                                                | Greg Van Avermaet               | Predictor-Lotto                |
| 5       | Tour des Apennins                                                   | Alessandro Bertolini            | Colombia - Selle Italia        |
| 5       | La Polynormande                                                     | Benoît Vaugrenard               | La Française des jeux          |
| 5       | Tour de Bochum                                                      | Andy Cappelle                   | Landbouwkrediet - Tönissteiner |
| 5       | Subida a Urkiola                                                    | José Ángel Gómez Marchante      | Saunier Duval-Prodir           |
| 8-9     | Paris-Corrèze                                                       | Edvald Boasson Hagen            | Maxbo Bianchi                  |
| 9       | Grand Prix de la ville de Camaiore                                  | Fortunato Baliani               | Ceramica Panaria               |
| 11      | Tour du Latium                                                      | Gabriele Bosisio                | Tenax                          |
| 8-9     | Trophée Matteotti                                                   | Filippo Pozzato                 | Liquigas                       |
| 12-15   | Tour de l'Ain                                                       | John Gadret                     | AG2R Prévoyance                |
| 12      | Mémorial Henryka Lasaka                                             | Krzysztof Jeżowski              | CCC - Polsat                   |
| 14      | Grand Prix Fred Mengoni                                             | Course annulée                  |                                |
| 14-18   | Tour de Burgos                                                      | Mauricio Soler                  | Barloworld                     |
| 15      | Trophée de Castelfidardo                                            | Course annulée                  |                                |
| 18      | Mémorial Fausto Coppi                                               | Course annulée                  |                                |
| 21      | Grand Prix de la ville de Zottegem                                  | Jonas Aaen Jørgensen            | GLS                            |
| 21      | Trois vallées varésines                                             | Christian Murro                 | Tenax                          |
| 21-24   | Tour du Limousin                                                    | Pierrick Fédrigo                | Bouygues Telecom               |
| 22      | Coppa Agostoni                                                      | Alessandro Bertolini            | Colombia - Selle Italia        |
| 22-26   | Regio-Tour                                                          | Moisés Dueñas                   | Agritubel                      |
| 22      | Druivenkoers Overijse                                               | Roy Sentjens                    | Predictor-Lotto                |
| 23      | Coppa Bernocchi                                                     | Danilo Napolitano               | Lampre-Fondital                |
| 25      | Trophée Melinda                                                     | Santo Anzà                      | Colombia - Selle Italia        |
| 26      | Châteauroux Classic                                                 | Christopher Sutton              | Cofidis                        |
| 26      | Clasica a los Puertos                                               | Héctor Guerra                   | Liberty Seguros                |
| 28-31   | Tour du Poitou-Charentes                                            | Thomas Voeckler                 | Bouygues Telecom               |
| 29      | Grand Prix Nobili Rubinetterie                                      | Luis Felipe Laverde             | Ceramica Panaria               |
| 30      | Grand Prix de l'industrie, du commerce et de l'artisanat de Carnago | Aurélien Passeron               | Acqua & Sapone                 |

#### Septembre 2007
| Date  | Nom et localisation de la course                  | Nom et nationalité du vainqueur | Son équipe                                  |
| ----- | ------------------------------------------------- | ------------------------------- | ------------------------------------------- |
| 1er   | Tour de Vénétie                                   | Alessandro Bertolini            | Serramenti PVC Diquigiovanni - Selle Italia |
| 2     | Grand Prix Jef Scherens                           | Bram Tankink                    | Quick Step-Innergetic                       |
| 4     | Coupe Sels                                        | Kenny Dehaes                    | Chocolade Jacques                           |
| 5     | Mémorial Rik Van Steenbergen                      | Greg Van Avermaet               | Predictor-Lotto                             |
| 8     | Coppa Placci                                      | Alessandro Bertolini            | Serramenti PVC Diquigiovanni - Selle Italia |
| 9     | Tour de Romagne                                   | Eddy Serri                      | Miche                                       |
| 9-15  | Tour de Grande-Bretagne                           | Romain Feillu                   | Agritubel                                   |
| 15    | - Paris-Bruxelles                                 | Robbie McEwen                   | Predictor-Lotto                             |
| 16    | Grand Prix de Fourmies                            | Peter Velits                    | Wiesenhof Felt                              |
| 16    | Tour de Nuremberg                                 | Fabian Wegmann                  | Gerolsteiner                                |
| 19    | Grand Prix de Wallonie                            | Bert De Waele                   | Landbouwkrediet-Tönissteiner                |
| 19-23 | Drei-Länder-Tour                                  | Thomas Dekker                   | Rabobank                                    |
| 21    | Tour de la Somme                                  | Christophe Riblon               | AG2R Prévoyance                             |
| 22    | Championnat des Flandres                          | Baden Cooke                     | Unibet.com                                  |
| 22    | Tour de Rijke                                     | Gert Steegmans                  | Quick Step-Innergetic                       |
| 22    | Grand Prix de la ville de Misano Adriatico        | Danilo Napolitano               | Lampre-Fondital                             |
| 23    | Grand Prix d'Isbergues                            | Martin Elmiger                  | AG2R Prévoyance                             |
| 23    | Grand Prix de l'industrie et du commerce de Prato | Filippo Pozzato                 | Liquigas                                    |
| 26    | Circuit du Houtland - Lichtervelde                | Steven de Jongh                 | Quick Step-Innergetic                       |
| 28    | Tour de Parme                                     | course annulée                  |                                             |

#### Octobre 2007
| Date | Nom et localisation de la course | Nom et nationalité du vainqueur | Son équipe            |
| ---- | -------------------------------- | ------------------------------- | --------------------- |
| 2    | Circuit de l'Escaut              | Steven de Jongh                 | Quick Step-Innergetic |
| 3    | Münsterland Giro                 | Jos van Emden                   | Rabobank Continental  |
| 4-7  | Circuit franco-belge             | Gert Steegmans                  | Quick Step-Innergetic |
| 6    | Mémorial Cimurri                 | Leonardo Bertagnolli            | Liquigas              |
| 6    | Monte Paschi Eroica              | Alexandr Kolobnev               | CSC                   |
| 11   | Coppa Sabatini                   | Giovanni Visconti               | Quick Step-Innergetic |
| 11   | Paris-Bourges                    | Romain Feillu                   | Agritubel             |
| 13   | Tour d'Émilie                    | Fränk Schleck                   | CSC                   |
| 14   | Grand Prix Bruno Beghelli        | Damiano Cunego                  | Lampre-Fondital       |
| 14   | Prix national de clôture         | Floris Goesinnen                | Skil-Shimano          |
| 18   | Tour du Piémont                  | Épreuve annulée                 |                       |

### Classement final
|    | Coureur              | Pays | Équipe                                      | Pts |
| 1  | Alessandro Bertolini |      | Serramenti PVC Diquigiovanni - Selle Italia | 633 |
| 2  | Luca Mazzanti        |      | Panaria                                     | 462 |
| 3  | Martijn Maaskant     |      | Rabobank Continental                        | 449 |
| 4  | Stefan van Dijk      |      | Wiesenhof                                   | 447 |
| 5  | Edvald Boasson Hagen |      | Maxbo Bianchi Cycling                       | 405 |
| 6  | Romain Feillu        |      | Agritubel                                   | 384 |
| 7  | Xavier Tondo         |      | LA - MSS                                    | 373 |
| 8  | Cândido Barbosa      |      | Liberty Seguros                             | 372 |
| 9  | Janek Tombak         |      | Jartazi                                     | 363 |
| 10 | Robert Hunter        |      | Barloworld                                  | 361 |